# Agmina hamata
Agmina hamata is een schietmot uit de familie Ecnomidae. De soort komt voor in het Australaziatisch gebied.